# Сапропелит

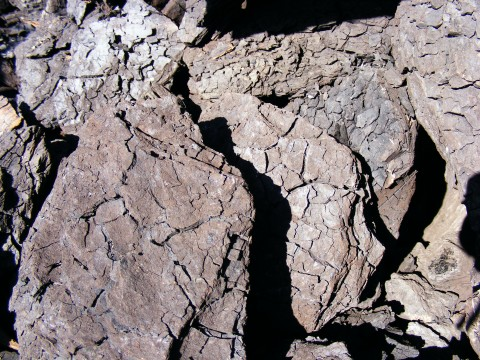
Сапропелевые угли

Сапропели́ты (или сапропелевые угли) — ископаемые угли, образовавшиеся в результате преобразования сапропеля — остатков низших растений и животных организмов в водоёмах: озёрах, лагунах и морях.

## Описание
Сапропелиты — массивные вязкие породы бурого, буро-серого и чёрного цвета, матовые или с жирным блеском. Содержат в своём составе 55—70 % летучих веществ (60—90 %).
В зависимости от количественных соотношений в них сапропелевых (альгинита) и гумусовых (витринита, фюзинита и лейптинита) микрокомпонентов выделяются следующие классы:
- собственно сапропелиты (богхеды, сапроколлиты),
- гуммито-сапропелиты (кеннель-богхеды, кеннель-касьяниты, черемхиты),
- сапропелиты-гумиты (кеннели, касьяниты).

## Месторождения

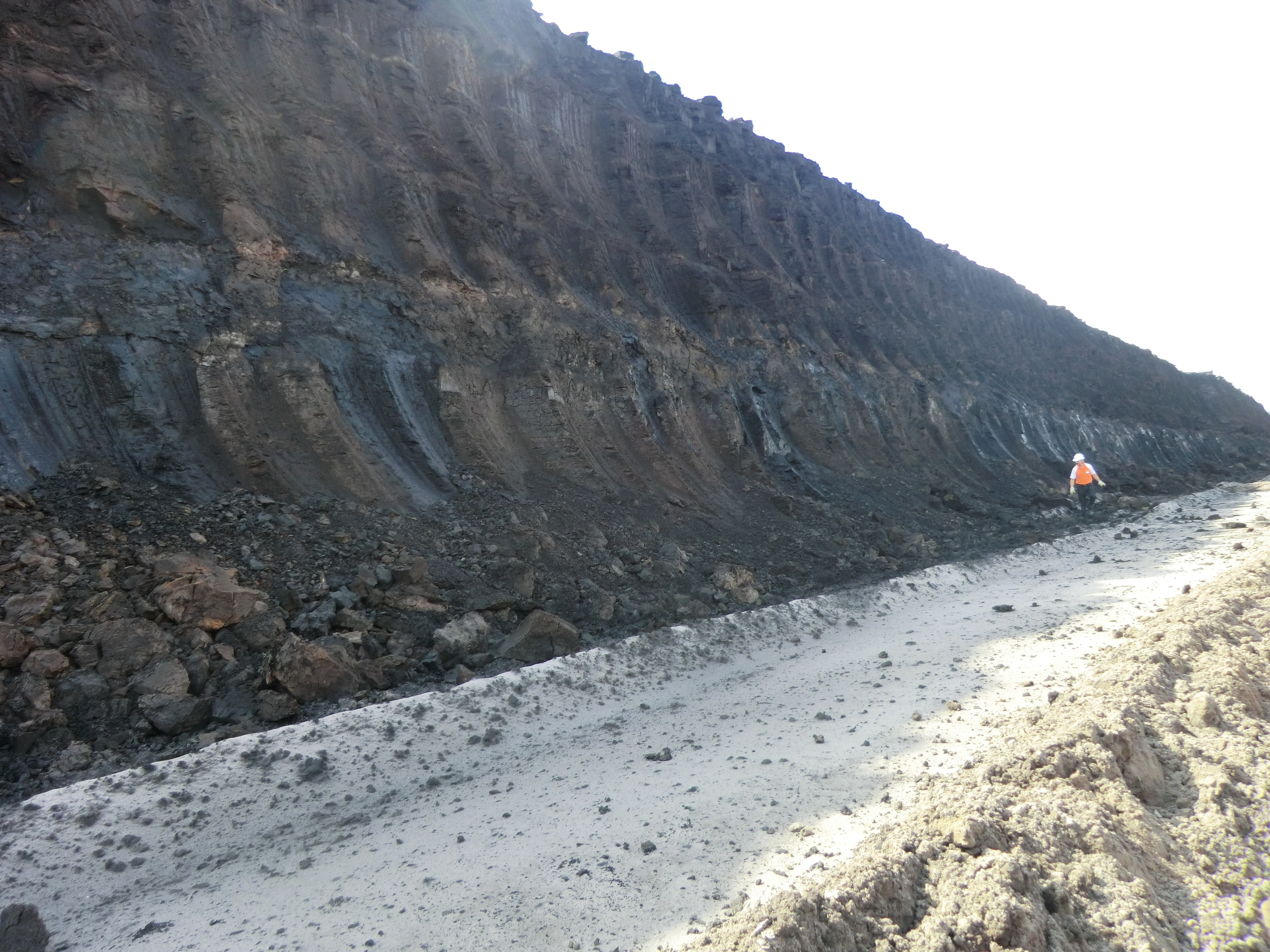
Пласты сапропелита

Наличие сапропелитов установлено в месторождениях углей буроугольной, длиннопламенной и газовой стадий углефикации.
Встречаются в виде самостоятельных пластов или отдельных слоёв и линз среди гумусовых углей.

## Применение
Из сапропелитов получают жидкое топливо; вязкие сапропелиты применялись как поделочный материал.